# David Grimaldi
David Grimaldi   (Estats Units d'Amèrica, 22 de setembre de 1957) és un biòleg, entomòleg i conservador nord-americà, al Museu Americà d'Història Natural de Nova York, Secció de Zoologia d'Invertebrats. Es fa formar a la Universitat de Cornell, on es va doctorar en entomologia el 1986. El Dr. Grimaldi és una autoritat en molts camps de la sistemàtica d'insectes, la paleontologia i la biologia evolutiva.
Ha estat professor adjunt a la Universitat de Cornell, Universitat de Colúmbia i a la Universitat de Nova York. És autoritat a la família Drosophilidae (mosques de la fruita) i expert en fòssils en ambre, i en història geològica d'insectes.
Grimaldi és autor de Amber : window to the past i coautor amb Michael S. Engel d' Evolution of the Insects (2005). Ha publicat nombrosos articles científics a revistes especialitzades.

## Honors

### Eponímia
1. Halitheres grimaldii Giribet & Dunlop (opilió fòssil en ambre de Myanmar)
2. Palaeoburmesebuthus grimaldii Lourenço (escorpí fòssil en ambre de Myanmar)
3. Ambradolon grimaldii Metz (fòssil therevid fly en ambre dominicà)
4. Cubanoptila grimaldii Wichard (fòssil caddisfly en ambre dominicà)
5. Ctenoplectrella grimaldii Engel (fòssil d'abella en ambre bàltic)
6. Afrarchaea grimaldii Penney (fòssil archaeid spider en ambre Burmese)
7. Plectromerus grimaldii Nearns & Branham (fòssil d'abella en ambre dominicà)
8. Glabellula grimaldii Evenhuis (fòssil Mythicomyiidae en ambre dominicà)
9. Euliphora grimaldii Arillo & Mostovski (fòssil mosca fòrida en ambre espanyol)
10. Phyloblatta grimaldii Vršanský (fòssil panerola del Triàsic a Virgínia)
11. Glyptotermes grimaldii Engel & Krishna (fòssil tèrmit en ambre dominicà)
12. Burmadactylus grimaldii Heads (fòssil grill talp pigmeu en ambre Burmese)

## Publicacions
- david a. Grimaldi, michael s. Engel. 2005. Evolution of the Insects. Cambridge Evolution Series. Edición ilustrada, reimpresa de Cambridge Univ. Press, 755 pp.
- Grimaldi, D.. Amber: Window to the Past.  Abrams, 1996. ISBN 0-8109-2652-0.